# Banca Monte dei Paschi di Siena
Banca Monte dei Paschi di Siena S.p.A., známá též jako BMPS nebo zkráceně Monte dei Paschi, je italská banka se sídlem v toskánském městě Siena.

## Historie
Svou historii odvozuje banka od jedné z charitativních makléřských institucí, zvaných obecně „monte dei paschi“, založené roku 1472 v tehdejší Sienské republice, ale v současné podobě byla založena roku 1624. Podle zvolené definice je tedy buď nejstarší nebo druhou nejstarší bankou na světě, přitom je v současnosti čtvrtou největší italskou komerční a retailovou bankou.
V roce 1995 byla tato společnost, do té doby známá jako Monte dei Paschi di Siena, právně transformována ze státního podniku na akciovou společnost, nově zvanou Banca Monte dei Paschi di Siena (Banca MPS). K pokračování charitativních funkcí bývalé společnosti byl založen fond Fondazione Monte dei Paschi di Siena, který byl až do opětovné záchrany banky státem v roce 2013 také akcionářem banky.

## Hospodářské údaje
V roce 2014 měla banka celková aktiva ve výši 222 miliard eur a byla tak třetí největší italskou bankou. Podle tiskového prohlášení Banco BPM, italské banky vzniklé sloučením Banco Popolare a Banco Popolare di Milano (BPM) v roce 2016, předstihla tato banka Monte dei Paschi podle výše celkových aktiv k 31. prosinci 2016 a odsunula tak BPMS na čtvrté místo v zemi. V letech 2016–17 se BMPS opět snažila odvrátit kolaps a byla v červenci 2017 zachráněna italskou vládou pomocí kapitálové injekce státu.
K 28. listopadu 2017 obnášel základní kapitál banky 9,195 miliardy eur, rozdělených na 1,002 miliardy akcií. Státní podíl obnášel 68,24 %, držených skrze Ministerstvo hospodářství a financí (Ministero dell'economia e delle finanze). Největší italská pojišťovna Assicurazioni Generali vlastnila 4,319 % akcií a banka měla ve svém majetku v souladu s právními předpisy 3,181 % vlastních akcií. V témže roce vykazovala bilanční sumu ve výši 130,48 miliardy eur. Po rozsáhlých úsporných opatřeních měla banka v roce 2018 již jen 1 529 poboček a 23 129 zaměstnanců. Není známo, zda se jí po zmíněných úsporných opatřeních podařilo udržet dřívější počet klientů (5,1 milionu).
Jedna z odnoží banky, investiční společnost s názvem MPS Capital Services, zajišťuje služby korporátního a investičního bankovnictví.
5. října 2018 oznámila BMPS prodej své belgické pobočky, zvané Banca Monte Paschi Belgio (BMPB), americkému investičnímu fondu Warburg Pincus. Cena prodeje byla stanovena na 42 milionů eur.

## Vedení banky
K 31. srpnu 2020 má BMPS čtyřčlennou správní radu. Od května 2020 je její předsedkyní Maria Patrizia Grieco, která přišla z velké energetické společnosti Enel. Místopředsedkyněmi jsou Francesca Bettìo a Rita Laura D'Ecclesia. Členem správní rady je také Guido Bastianini, který zároveň zastává funkci generálního ředitele (Chief Executive Officer, CEO).

## Sponzoring
Výraz Montepaschi se ze sponzorských důvodů objevil v názvu fotbalového stadiónu Stadio Artemio Franchi, cyklistického závodu Strade Bianche a košíkářského klubu Mens Sana 1871 Basket.

## Smrt bankéře a skandál kolem nejstarší banky na světě
V roce 2018 odvysílala televizní stanice La7 1,5hodinový dokument s názvem „La Caduta – Storia di una Morte, di una Banca, di una Città” (Pád – příběh jedné smrti, jedné banky, jednoho města), který nabízí komplexní pohled na tehdejší události v Sieně: „Je večer 6. března 2013 a na dlažbu dopadá tělo Davida Rossiho. Videokamera zachytila jeho smrtelný pád. Byla to sebevražda nebo vražda? Okolnosti jeho smrti jsou dnes stejně nejasné jako otázka, co mluvčí David Rossi věděl o pochybných finančních aktivitách banky. Jisté je to, že jen o dva dny dříve ohlásil, že by chtěl mluvit s prokuraturou o interních záležitostech banky. Dokumentární snímek s názvem Tod eines Bankers: Der Skandal um die älteste Bank der Welt zkoumal příčiny úpadku BMPS. Jednalo se také o možné vážné selhání italského bankovního dohledu, za nějž byl Mario Draghi, jako bývalý guvernér italské centrální banky (Banca d’Italia), odpovědný.“ 